# Рокицкий, Михал
Михал Рокицкий (пол. Michał Rokicki, 31 марта 1984, Рацибуж, Катовицкое воеводство — 19 декабря 2021, Рацибуж, Силезское воеводство) — польский пловец, участник XXIX летних Олимпийских игр 2008 года в Пекине.
Выступал за клуб AZS-AWF (Варшава). Специализировался в вольном стиле.
Многократный медалист чемпионатов Польши (бассейн 50 м):
- Золото
  - эстафета 4×100 м вольным стилем — 2008
  - эстафета 4×200 м вольным стилем — 2008
- Серебро
  - 200 м вольным стилем — 2004
- Бронза
  - 100 м вольным стилем — 2005
  - 200 м вольным стилем — 2002—2003,2005

На Олимпийских играх 2008 года участвовал в эстафете 4×200 метров вольным стилем, в которой команда Польши заняла 14-е место.